# Les Rois de la blague
Ne doit pas être confondu avec Les Rois de la gaffe.
Pour plus de détails, voir Fiche technique et Distribution.
Les Rois de la blague (titre original : Jitterbugs) est un film américain réalisé par Malcolm St. Clair, sorti en 1943, mettant en scène Laurel et Hardy. Il s'agit d'un remake du film Arizona to Broadway (1933) de James Tinling.

## Synopsis
Laurel et Hardy sont entraînés par un compère un peu louche dans une grande escroquerie : vendre aux automobilistes des pilules censées transformer l'eau en essence. Ils se retrouvent alors au milieu des gangsters et de l'argent facile.

## Fiche technique
- Titre original : Jitterbugs
- Titre français : Les Rois de la blague
- Réalisation : Malcolm St. Clair
- Scénario : Scott Darling et Henry Lehrman
- Photographie : Lucien N. Andriot
- Montage : Norman Colbert
- Musique : Lew Pollack, Leigh Harline
- Producteur : Sol M. Wurtzel et William Goetz
- Société de production : 20th Century Fox
- Société de distribution : 20th Century Fox
- Pays d’origine :  États-Unis
- Langue : anglais
- Format : Noir et blanc — 35 mm — 1,37:1 — Son : Mono
- Genre : Comédie
- Longueur : huit bobines
- Durée : 75 minutes
- Dates de sortie : 
  -  11 juin 1943

## Distribution
Source principale de la distribution :
- Stan Laurel (VF: Franck O'Neill) : Stanley Laurel
- Oliver Hardy (VF: Roger Tréville) : Oliver Hardy
- Vivian Blaine : Susan Cowan
- Robert Bailey[2] : Chester Wright
- Douglas Fowley : Malcolm Bennett
- Noel Madison : Tony Queen
- Lee Patrick : Dorcas
- Robert Emmett Keane : Henry Corcoran
- David Torrence : Mr. Miggs
- Maurice Black : Khan Mir Jutra
- Daphne Pollard : Millie, la bonne
- Mary Gordon : Mrs. Bickerdike
- Lionel Belmore : Blacksmith

Parmi la distribution non créditée :
- Anthony Caruso : Mike
- Francis Ford